# Смиранин, Анатолий Дмитриевич
Анатолий Дмитриевич Смиранин (11 (23) декабря 1892 — 15 февраля 1971) — российский и советский актёр, режиссёр, народный артист Грузинской ССР (1946).

## Биография
Родился в Одессе 11 (23) декабря 1892 года, в царствование Александра III. Мальчишкой-юнгой на корабле своего отца-капитана обошёл множество портовых городов Средиземноморья. Гимназистом в 1905 году со своей матерью спасал соседей-евреев во время черносотенных погромов в Одессе. Окончил 5-ю одесскую гимназию в 1909 году. Мальчишками с будущим писателем Валентином Катаевым плавали по одесским лиманам и читали друг другу стихи.
Вопреки воле отца бросил юридический факультет Одесского университета, в 1910 году пришёл на театральную сцену и оставался артистом до последнего дня. Пережил три русских революции, две мировых войны. На первой, уйдя на фронт добровольцем, чуть не погиб. В своей жизни встречался, дружил, работал с интереснейшими людьми своей эпохи и получал их признание.
В 1919 году в Ялте снимался на одной площадке с Иваном Мозжухиным, Натальей Лисенко, Ваграмом Папазяном, с которым дружил долгие годы.
В 1917–1919 годах — в товариществе «Русской драмы» (Одесса). В 1920–1922 — в театре Политуправления Морских сил. В 1922 году в Батуми срочно вводится в спектакль великих русских трагиков братьев Адельгейм и после спектакля принимает слова благодарности, а на последовавшем вскоре собственном бенефисе — их слова признания. Играл с Александром Южиным, гастролировавшим по югу России, в роли Шейлока.
В 1922–1936 — в театрах Сухуми, Батуми, Краснодара, Ростова-на-Дону, Саратова. С 1936 года — в Театре им. Грибоедова (Тбилиси).
Анатолий Смиранин считал своими учителями Николая Собольщикова-Самарина, у которого работал в начале 1920-х в Одессе, Бориса Глаголина, с которым гастролировал в середине 1920-х годов, и Ивана Слонова, с которым служил в Саратовском театре драмы. В 1928 году, снимаясь на одесской кинофабрике ВУФКУ, он подружился с Александром Довженко, который стал частым гостем в его доме. В 1929 году на гастролях в Харькове встретился с видевшим его в спектакле Мейерхольдом по поводу исполнения роли Кирсанова в планировавшейся Всеволодом Эмильевичем постановке фильма «Отцы и дети».
С 1929 года, работая в ростовском драматическом театре, Анатолий Смиранин получает от Таирова, приезжавшего в Ростов-на-Дону на постановку, приглашение в московский Камерный театр, от Евсея Любимова-Ланского — в возглавляемый им МГСПС, а Юрий Завадский, приехавший в Ростов-на-Дону и формирующий коллектив Большого драматического театра им. Горького, приглашает его в свою труппу. Болезнь и смерть трёхлетней дочери выбили Смиранина из колеи, и душевное равновесие он обрёл только после отъезда на Кавказ в Грузию, откуда ему тоже поступило приглашение.
С 1936 года, служа в Тбилиском русском драматическом театре имени Грибоедова, является ведущим актёром, ставит спектакли. В 1946 году ему присвоено звание народного артиста Грузинской ССР. Играет ведущие роли в спектаклях начинающего свой путь в театре Георгия Товстоногова, а в 1961 году юный Роберт Стуруа, в дипломном спектакле которого он занят, пишет ему восторженную открытку со словами восхищения и благодарности.

### Киноактёр
Стоял у истоков российского кинематографа. В 1916 году в Москве попал на кинофабрику Ханжонкова, а затем — Ермольева, у которого снимался в Ялте в 1919 году с Иваном Мозжухиным, Натальей Лисенко, Владимиром Стрижевским.
В 1920-е годы снимается на киностудиях ВУФКУ, Межрабпомфильм, в 1940-е и 1950-е — на «Грузия-фильме» и «Арменфильме». В 1961 году на «Ленфильме» он снимается с молодым Михаилом Козаковым и совсем юной Анастасией Вертинской в ставшем знаменитым впоследствии фильме «Человек-амфибия». Последний партнёр в кино — тогда ещё молодой Валентин Гафт, с которым Смиранин в последний раз вышел на съёмочную площадку в октябре 1970 года, за четыре месяца до смерти.

### Семья
Вторая жена — актриса Елена Сергеевна Смиранина (Пирумова).
Сын и внук, которых обоих зовут Анатолиями, также стали актёрами.

## Творчество

### Роли в театре
- «Сирано де Бержерак» Э. Ростан — Сирано
- «Нора» Г. Ибсен — Кроггстад
- «Коварство и любовь» Ф. Шиллер — Президент
- «Глубокая разведка» А. Крон — Мехти-Ага
- «Провинциальная история» О. Бальзак — Бридо
- «Выстрел» А. Безыменский — Пришлецов
- «Последние» Максим Горький — Иван Коломийцев
- «Дни Турбиных» М. Булгаков — Тальберг
- «Хозяйка гостиницы» К. Гольдони — кавалер Рипафратта
- «Тартюф» Мольер — Тартюф

### Роли в кино
- 1919 — Жизнь — Родине, честь — никому
- 1927 — Не по дороге
- 1944 — Я — черноморец — немецкий майор
- 1944 — Малахов курган — текст от автора
- 1946 — Давид Гурамишвили — Фридрих II (король Пруссии)
- 1946 — Робинзон Крузо — отец Робинзона
- 1957 — Лично известен — царский наместник
- 1961 — Человек-амфибия — Бальтазар
- 1964 — Генерал и маргаритки — сотрудник военного архива
- 1966 — Игра без ничьей — Профессор Бернард

## Признания и награды
- Заслуженный артист Грузинской ССР
- Народный артист Грузинской ССР (1946)
- орден «Знак Почёта» (24.02.1941)